# Транзистор (завод)
Завод «Транзистор» — предприятие в Республике Беларусь, производитель полупроводниковых приборов и интегральных микросхем, в том числе специализированных — для нужд оборонного производства и космической отрасли. Основан в 1968 году на базе Минского лампового завода; входит в состав ОАО «Интеграл».

## Продукция

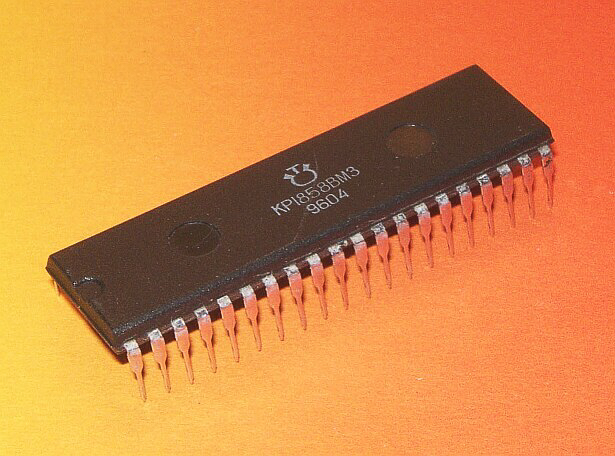
микропроцессор КР1858ВМ3

Предприятие производит микропроцессорный комплект серии 588 — советский оригинальный комплект ИМС, не имеющий прямых аналогов. Кодировки микросхем управляющей памяти комплекта реализуют систему команд микроЭВМ «Электроника-60».
В конце 1980-х на заводе выпускались микроконтроллеры серии 1835, входившие в состав микрокомпьютеров МК-90, МК-92, МС-1504 и т. д., а также универсальный 8-разрядный микропроцессор КР1858ВМ3 с системой команд Z80 (КМОП-аналог Zilog Z80).
В[уточнить] 2012 году выпускал транзисторы КТ315 и КТ361 в корпусе TO-92, имевших широкое распространение в электронной промышленности СССР, а также интегральные стабилизаторы серии 78хх.

Совместно с БГУИР в 2006 году на заводе «Транзистор» создан филиал кафедры «Электронная техника и технологии».